# Igreja de Nossa Senhora do Ar (Vila do Porto)

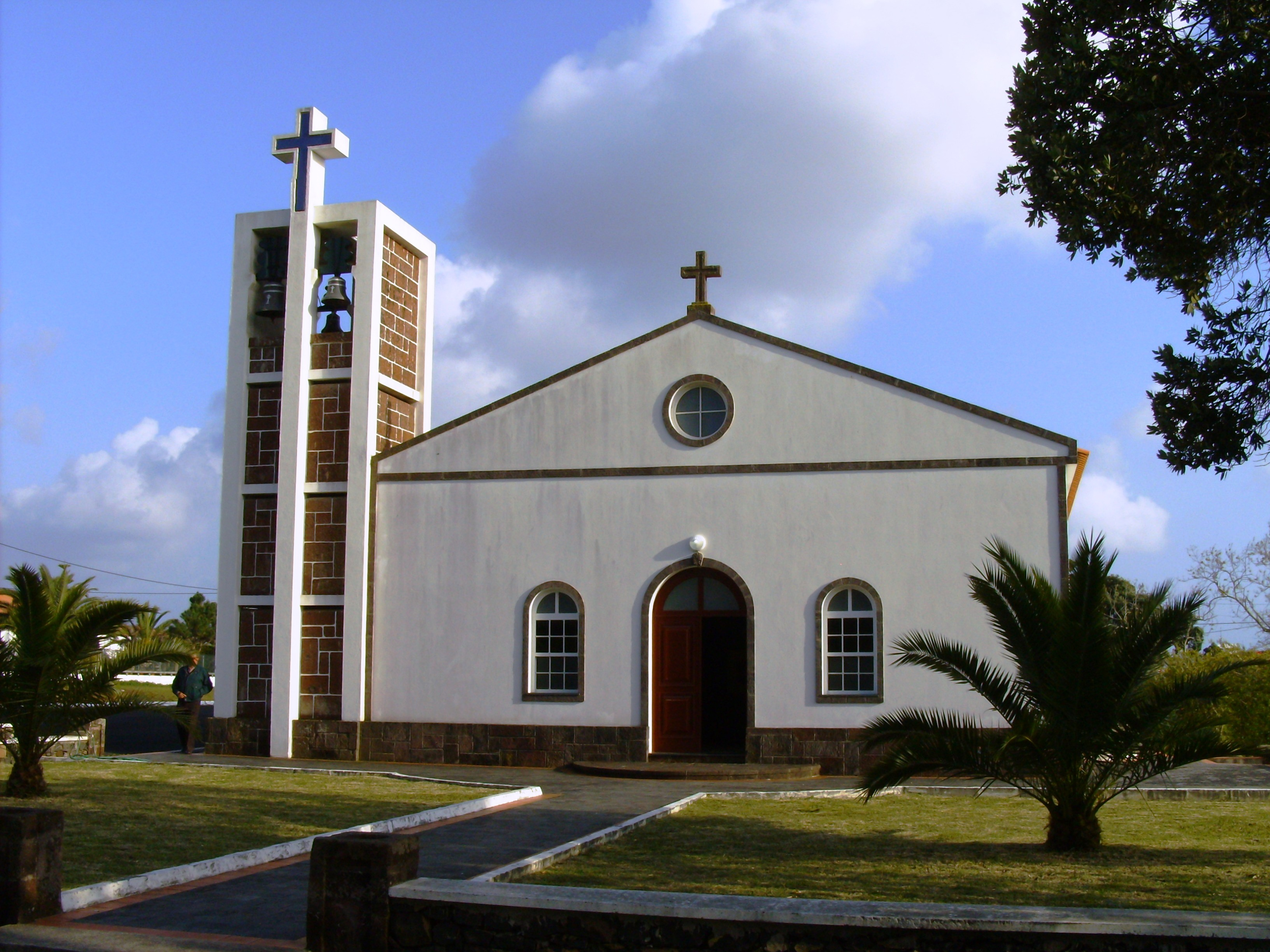
Igreja de Nossa Senhora do Ar.

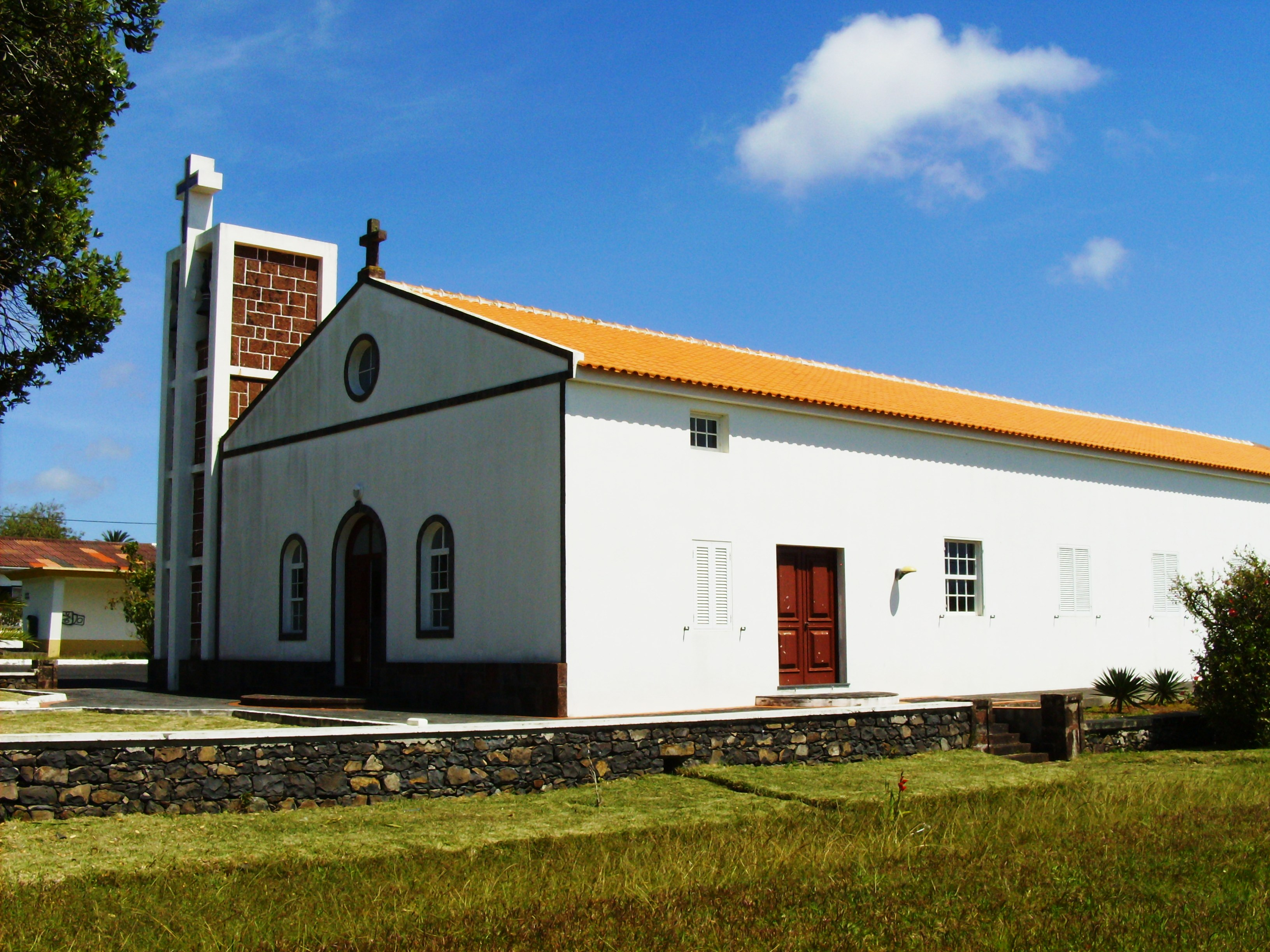
Igreja de Nossa Senhora do Ar: fachada lateral direita.

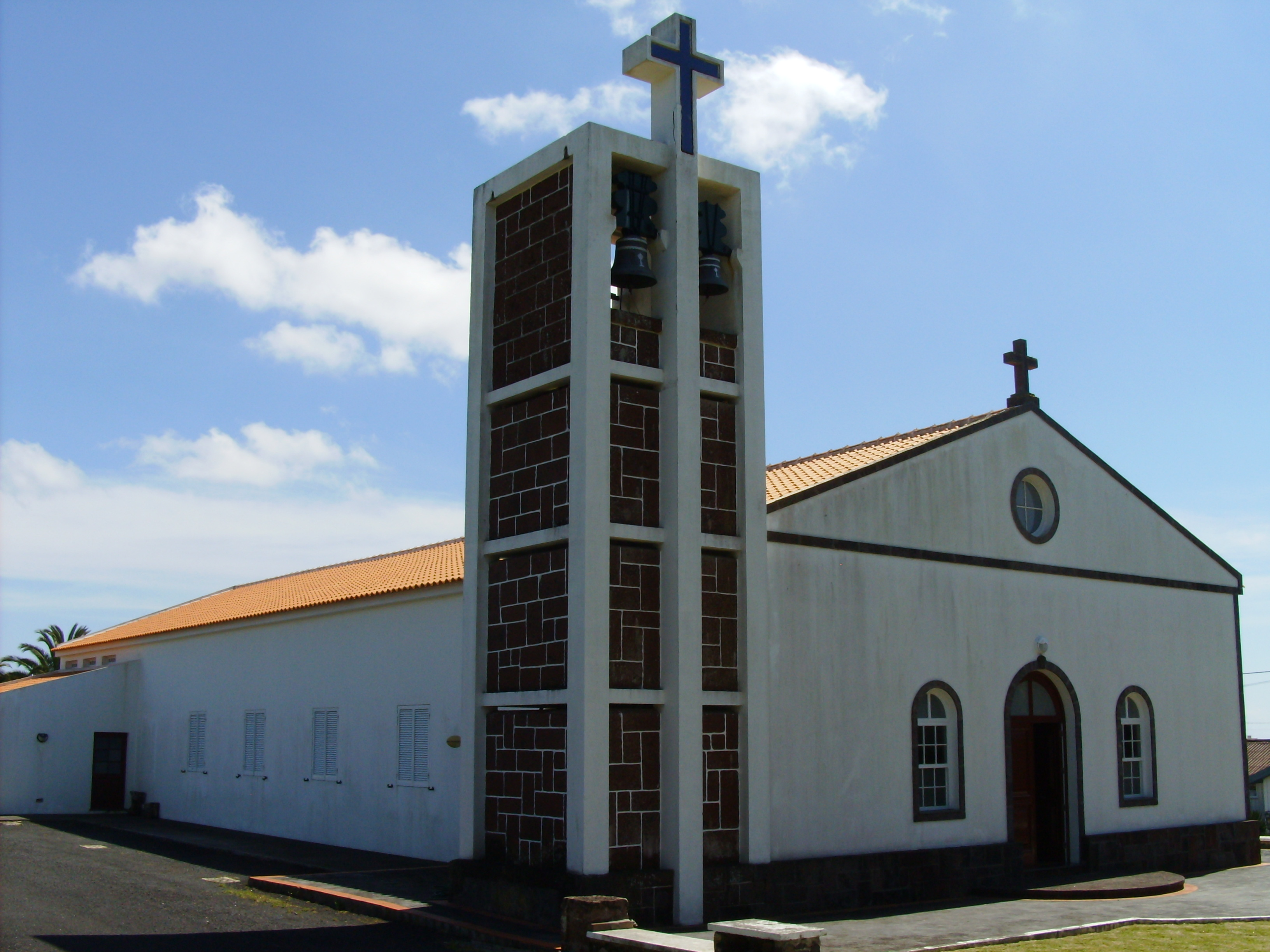
Igreja de Nossa Senhora do Ar: fachada lateral esquerda.

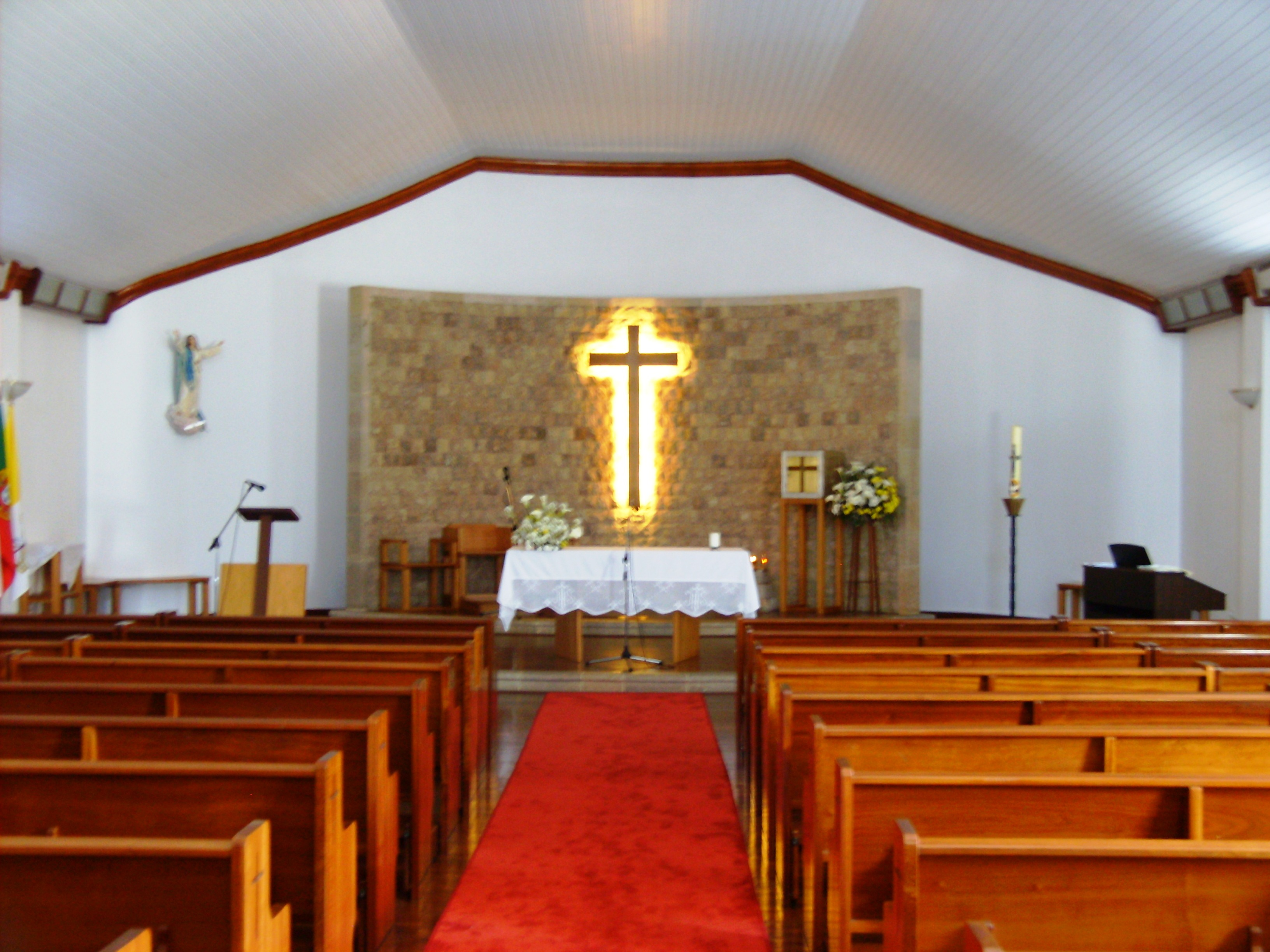
Igreja de Nossa Senhora do Ar: altar.

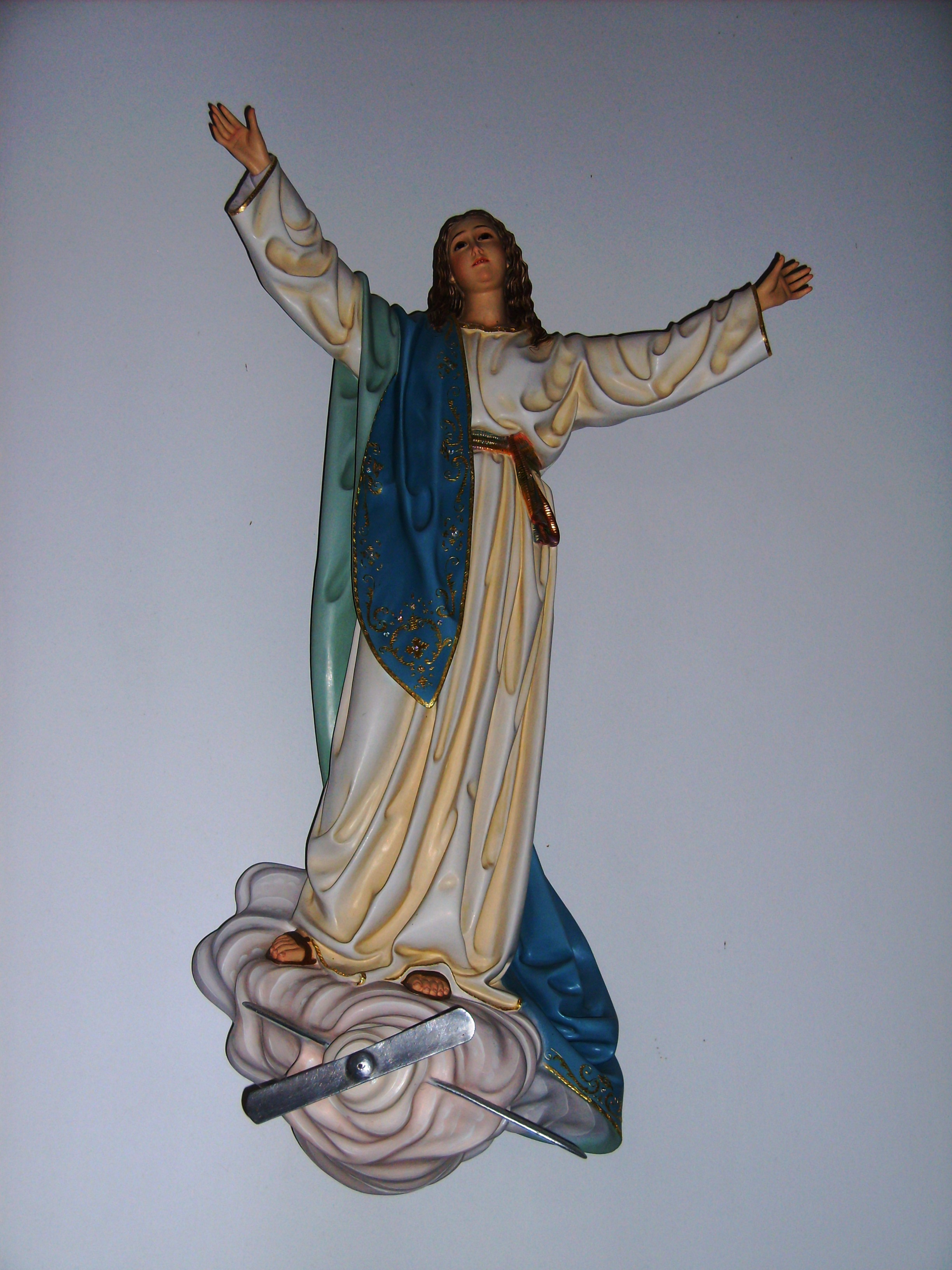
Igreja de Nossa Senhora do Ar: imagem de Nossa Senhora do Ar.

A Igreja de Nossa Senhora do Ar localiza-se no bairro do Aeroporto, na freguesia da Vila do Porto, concelho da Vila do Porto, na ilha de Santa Maria, nos Açores.

## História
O primitivo templo foi edificado, juntamente com o Aeroporto, em 1944 pelo Comando das Forças Armadas dos Estados Unidos para o atendimento às necessidades espirituais do pessoal da base. Com características ecuménicas, era destinado à prática dos principais cultos professados entre aquele pessoal, a saber: catolicismo, protestantismos e judaísmo, fato que à época causou certa admiração não apenas aos marienses mas aos açorianos em geral, que do mesmo tomaram conhecimento. Para esse fim, ao fundo do grande salão, possuía uma espécie de palco com um altar muito simples destinado aos cultos referidos. Posteriormente foi construída uma pequena capela onde se venerava uma imagem de Nossa Senhora do Ar (padroeira da Força Aérea Portuguesa) e onde se encontrava o sacrário. Esta capela, destinada exclusivamente ao culto católico, após autorização do Bispo de Angra, D. Guilherme da Cunha Magalhães para o culto dominical, foi consagrada a 6 de abril de 1947. Foi seu primeiro padre, o padre Artur Brandão, que faleceu no naufrágio do navio de cabotagem inter-insular N/M Arnel, no baixio dos Anjos, em 19 de setembro de 1958.
Erguido em madeira, sofreu um incêndio em 12 de junho de 1985 que o destruiu quase por completo. Foram infrutíferos todos os esforços dos bombeiros e da população para salvar o templo, do qual subsistiu apenas a torre sineira, de alvenaria, que havia sido recentemente construída.
Com recursos públicos e da população, o templo foi reconstruído, sendo inaugurado solenemente a 2 de janeiro de 2000.
Presentemente, dispõe de pároco próprio que assiste a toda a população católica do Aeroporto.

## Características
Originalmente era toda construída em madeira, e apresentanva ao centro da frontaria uma torre em forma de pirâmide, a qual mais tarde foi substituída por uma simples cruz.

## O culto a Nossa Senhora do Ar em Portugal
Embora a padroeira dos aviadores seja Nossa Senhora do Loreto, um grupo de aviadores militares de Portugal, liderado pelo seu director, o major Salvador Alberto du Courtiils Cifka Duarte, difundiu, a partir de 1924, no meio aeronáutico do país, uma devoção particular a Nossa Senhora do Ar. Desse modo, a Senhora do Ar foi entronizada padroeira dos aviadores portugueses, o que foi ratificado por Breve Papa João XXIII ("Aligera Cymba"), em 15 de janeiro de 1960. A imagem original de Nossa Senhora do Ar foi adquirida em Paris em 1926, encontrando-se em Sintra, na Base Aérea nº 1 da Força Aérea Portuguesa.